# De Ranitz

Familiewapen van De Ranitz (Nederlandse tak)

Wapen van Saalfeld

De Ranitz is een Nederlandse familie waarvan enkele leden tussen 1888 en 1935 in de Nederlandse adel werden verheven.
De stamreeks begint bij Johann Sigmundt Ranisius, ook wel Ranisch (ged. Pirna, 17 juni 1645 - Elten bij Emmerik),  circa 1724). Hij werd, volgens Ranitz en Labouchere, geboren op Saksisch gebied en kwam waarschijnlijk met Brandenburgse troepen naar Nederland. Hij trad voor 1677 in Statendienst en werd in 1688 als ritmeester genoemd.
Bij Koninklijk Besluit van 6 augustus 1888 werd Sebastiaan Mattheus Sigismund de Ranitz (1846-1916) als eerste van zijn geslacht verheven in de Nederlandse adel. Familieleden werden nog tot 1935 verheven.
Er bestaat ook een niet-adellijke tak; die werd opgenomen in 1910 in het genealogische naslagwerk Nederland's Patriciaat.

## Familiewapen
In groen een rode schuinbalk, vergezeld van twee zilveren dolfijnen, de koppen naar boven en rechts gewend. Een halfaanziende helm; een kroon van drie bladeren en tweemaal drie parels; dekkleden groen en zilver; helmteken een dolfijn van het schild, de kop naar beneden gewend; schildhouders twee wildemannen van natuurlijke kleur, groen omkranst en omgord, houdende met de buitenste hand een knots van natuurlijke kleur bij de voet; het geheel geplaatst op een olijfgroene arabesk.
De eerste die zegelde met dit wapen was, volgens Ranitz en Labouchere, waarschijnlijk Johann Sigmundt. Het wapen van zijn vader, de Stadtschreiber Sigmund week totaal af. Waarschijnlijk heeft hij dit wapen niet gekend omdat hij jong vertrok om in buitenlandse krijgsdienst te dienen. Het wapen van Saalfeld, uit de omgeving van zijn geboortestreek kent eveneens een groen veld met twee afgewende vissen.
Het familiewapen is afgebeeld op de grafsteen uit 1727 van Johan Christiaan Ranitz (1677-1727) in de St. Walburgkerk in Zutphen.

## Enkele telgen
- Mr. Johan Hendrik de Ranitz (1700-1767)
  - Johan Bernard Sigismund de Ranitz (1731-1811), kapitein
    - Jacob Frans de Ranitz (1773-1838), maire/burgemeester van Lent en Bemmel
      - Anna Margaretha Jacoba de Ranitz (1813-1903), gehuwd met Sebastiaan Mattheus Sigismund de Ranitz (1804-1884)

  - Sebastiaan Mattheus Sigismund de Ranitz (1757-1829), luitenant
    - Mr. Herman de Ranitz (1794-1846), burgemeester van Groningen.
      - Jhr. mr. Sebastiaan Mattheus Sigismund de Ranitz (1833-1909), raadsheer Hoge Raad, lid Tweede Kamer
        - Jhr. Sebastiaan Mattheus Sigismund de Ranitz (1866-1936), kapitein der artillerie
          - Jhr. mr. dr. Constant Johan Adriaan (Coen) de Ranitz (1905-1983), oud-burgemeester van Utrecht (1948-1970).

      - Jhr. dr. Samuel de Ranitz (1834-1913), arts; stichter en geneesheer-directeur van het Emma Kinderziekenhuis te Amsterdam.
        - Jhr. mr. Sebastiaan Matheus Sigismund de Ranitz (1901-1987), waarnemend secretaris-generaal van het nationaalsocialistische departement van Volksvoorlichting en Kunsten gedurende de Duitse bezetting.

    - Mr. Sebastiaan Mattheus Sigismund de Ranitz (1804-1884), ontvanger, gehuwd met Anna Margaretha Jacoba de Ranitz (1813-1903)
      - Jhr. Sebastiaan Mattheus Sigismund de Ranitz (1846-1916), adjudant van Koning Willem III.
        - Jkvr. Willemine Elisabeth Edzardine (Lita) de Ranitz (1876-1960), letterkundige en bekend van haar poppenhuis.
- Elisabeth de Ranitz-Labouchere (1939-2003), Egyptoloog
- Jet de Ranitz (1970), voorheen voorzitter College van Bestuur van Hogeschool Inholland, voormalig voorzitter raad van bestuur SURF.

Geslachten die opgenomen zijn in het sinds 1910 verschijnende genealogische naslagwerk Nederland's Patriciaat. Lijst volgens opgave van het CBG Centrum voor familiegeschiedenis.
A · B · C · D · E · F · G · H · I · J · K · L · M · N · O · P · Q · R · S · T · U · V · W · Y · Z